# 玉门市市长列表
以下列出历任玉门市市长：

## 中华民国时期
- 玉门县知事
  - 彭契圣，民国四年任。
  - 余炳元，甘肃张掖人，民国九年任。
  - 袁泰，民国十一年八月任。
  - 梁耀宗，民国十三年任。
  - 师世昌，民国十四年十二月代理。
  - 李联庆，湖北人，民国十五年二月任。
- 玉门县县长
  - 曹英，湖南人，民国十五年三月至十七年六月任。
  - 戴炳南，民国十七年三月委任代理县长，未到职。
  - 苗长惠，吉林人，民国十七年十一月至十九年八月任。
  - 陈力，湖南人，民国十九年八月至二十年六月代理县长。
  - 尹尚谦，兰州人，民国二十年六月至二十一年一月任。
  - 李浩仁，民国二十一年一月至七月代理县长。
  - 张瑛，民国二十一年七月至二十一年八月摄县长。
  - 魏振华，皋兰人，民国二十一年八月至二十三年六月摄县长。
  - 李之栋，青海人，民国二十三年六月至二十四年二月摄县长。
  - 汪秉信，天水人，民国二十四年二月至二十六年九月摄县长。
  - 陈惠民，湖北人，民国二十六年九月至二十八年七月摄县长。
  - 席燕宾，通渭人，民国二十八年十月至二十九年九月摄县长。
  - 冯佩玺，河北人，民国二十九年九月至三十一年十月代理县长。
  - 邢炳轩，广东文昌人，民国三十一年十月至三十四年四月任。
  - 张联渊，皋兰人，民国三十四年四月至三十八年九月任。

## 中华人民共和国时期
- 玉门县县长
  - 1949年10月成立玉门市人民政府；1958年11月26日，玉门县并入玉门市。
  - 李克让，山西椁县人，1949年10月-1950年12月在任。
  - 傅志林，湖北石首人，1950年12月-1952年9月在任。
  - 冯卓超，陕西韩城人，1953年3月-1954年2月在任。
  - 李安滋，1954年2月-1954年11月在任。
  - 芦忠效，河南洛阳人，1954年11月-1956年12月在任。
  - 刘宪章，陕西绥德人，1956年12月-1958年11月在任。
- 玉门市
  - 1955年10月26日成立地级玉门市；1961年12月15日降为县级市，隶酒泉专署。
  - 张复振，山东观城人，1955年9月-1957年4月在任。
  - 杨拯民，陕西蒲城人，1957年4月-1958年6月在任。
  - 杨志范，陕西泾阳人，1958年6月-1961年11月在任。
  - 白云亭，陕西清涧人，1961年11月-1963年6月在任。
  - 鲁愚，陕西甘泉人，1963年6月-1965年10月在任。
  - 武德惠，山西霍县人，1965年10月-1968年3月在任。
  - 张朝干，安徽临泉人，1968年3月-1974年9月在任，称革委会主任。
  - 罗世秀，甘肃酒泉人，1974年9月-1978年12月在任，称革委会主任。
  - 郭学端，山西洪洞人，1978年12月-1983年9月在任，1980年12月前称革委会主任。
  - 祁连峰，甘肃永登人，1983年9月-1984年12月在任。
  - 李济民，山西怀仁人，1984年12月-1991年1月在任。
  - 李金寿，甘肃酒泉人
  - 詹顺舟，安徽桐城人，2002年11月-2006年5月在任。
  - 马世林，甘肃酒泉人，2006年5月-2008年12月在任。
  - 雒兴明，甘肃金塔人，2008年12月起任职。